# The End, So Far
The End, So Far je sedmé studiové album americké heavy metalové kapely Slipknot. Bylo vydáno 30. září 2022 prostřednictvím Roadrunner Records. Jedná se o poslední album kapely vydané u Roadrunners Records, se kterým kapela podepsala smlouvu v roce 1998. Je to první studiové album, na kterém se podílel perkusionista Michael Pfaff, který se ke kapele připojil v roce 2019, a je to také poslední studiové album, na kterém se podíleli sampler a klávesista Craig Jones a bubeník Jay Weinberg před jejich odchodem v červnu a listopadu 2023.

## Pozadí alba
Dne 19. května 2021 perkusionista Shawn Crahan prohlásil, že kapela v současné době tvoří novou hudbu. Následně skupina oznámila, že album by mělo vyjít v roce 2021. Dodal také, že po vydání alba se kapela rozloučí s vydavatelstvím Roadrunner Records.
V prosinci 2021 Corey Taylor prozradil, že kapela plánuje v lednu namixovat své sedmé studiové album a doufá, že ho vydá do dubna 2022. Také uvedl, že materiál na jejich chystaném sedmém studiovém albu se mu líbí víc než ten na albu We Are Not Your Kind.
V únoru 2022 oznámil zpěvák Corey Taylor v rozhovoru s Eddiem Trunkem, že nahrávání alba bylo dokončeno. Album popsal jako tvrdší verzi jejich alba Vol. 3: The Subliminal Verses z roku 2004.
Album je věnováno bývalému bubeníkovi Joey Jordisonovi, který zemřel ve spánku v červenci 2021.

## Seznam skladeb
| Pořadí         | Název                         | Délka |
| -------------- | ----------------------------- | ----- |
| 1.             | Adderall                      | 5:40  |
| 2.             | The Dying Song (Time to Sing) | 3:23  |
| 3.             | The Chapeltown Rag            | 4:49  |
| 4.             | Yen                           | 4:43  |
| 5.             | Hive Mind                     | 5:15  |
| 6.             | Warranty                      | 3:51  |
| 7.             | Medicine for the Dead         | 6:16  |
| 8.             | Acidic                        | 4:50  |
| 9.             | Heirloom                      | 3:31  |
| 10.            | H377                          | 4:23  |
| 11.            | De Sade                       | 5:39  |
| 12.            | Finale                        | 5:07  |
| Celková délka: | Celková délka:                | 57:31 |

## Obsazení

### Slipknot
- (#8) Corey Taylor – zpěv
- (#7) Mick Thomson – kytary
- (#6) Shawn "Clown" Crahan – perkuse, doprovodné vokály
- (#5) Craig "133" Jones – samply, klávesy
- (#4) James Root – kytary
- (#0) Sid Wilson – gramofony, klávesy
- (V) Alessandro "Vman" Venturella – basová kytara, klavír
- (J) Jay Weinberg – bicí
- Michael "Tortilla Man" Pfaff – perkuse, klávesy, doprovodné vokály